# Gabonia foraminipennis
Gabonia foraminipennis es una especie de insecto coleóptero de la familia Chrysomelidae. Fue descrita en 1997 por Scherer & Boppre.